# Timothy Zahn
Timothy Zahn (1 de septiembre de 1951) es un escritor estadounidense de novelas e historias cortas de  ciencia ficción. Ganador del premio Hugo a la mejor novela por Cascade Point. Nominado al premio Hugo en el año 1983 por la novela corta Pawn’s Gambit y nominado de nuevo al premio Hugo en el año 1985 por la novela corta Return to the Fold. Asimismo, ha escrito varias novelas ambientadas en el Universo Expandido de Star Wars.